# Тарасовка (Гайсинский район)
Тарасовка (укр. Тарасівка) — село на Украине, находится в Гайсинском районе Винницкой области.
Код КОАТУУ — 0520886509. Население по переписи 2001 года составляет 396 человек. Почтовый индекс — 23700. Телефонный код — 4334.
Занимает площадь 0,877 км².

## Адрес местного совета
23735, Винницкая область, Гайсинский р-н, с.Чечелевка, ул.Ленина, 1